# Timothy Garton Ash
Timothy Garton Ash CMG, britanski zgodovinar in pisatelj, * 12. julij 1955.
Je redni profesor za evropske študije na oxfordski univerzi. Ukvarja se predvsem s pozno moderno in novejšo zgodovino srednje in vzhodne Evrope.
Napisal je članke o komunističnih režimih regije in njihove in svoje izkušnje s tajno policijo ter preoblikovanjem nekdanjega vzhodnega bloka držav v države članice Evropske unije. Preučeval je tako vlogo Evrope in izzive, ki združujejo svoboščine in različnosti, še posebej v zvezi s svobodo izražanja in svobodo tiska.
Je dnevni komentator političnega dogajanja v Evropi, ki objavlja prispevke tako v Turčiji, Španiji, Veliki Britaniji in ZDA. Leta 2017 je prejel Nagrado Karla Velikega.
V zadnji knjigi je izdal 10 načel svobode govora:
1. Mi, vsa človeška bitja moramo biti svobodna, dovoljeno nam mora biti svobodno izražanje, iskanje, sprejemanje in razdeljevanje informacij in idej, ne glede na državne meje.
2. Ne bomo grozili ali popustili nasilnemu ustrahovanju.
3. Ne bomo dovolili tabujev, izkoristili bomo vsako možnost za širjenje znanja.
4. Potrebujemo necenzurirane, raznolike, zaupanja vredne medije, tako bomo izdelali dobre, premišljene odločitve in tako bili polno udeleženi v političnem življenju.
5. Izražamo se odprto z robustno civiliziranostjo in razmišljamo o vseh vrstah razlik med ljudmi.
6. Spoštujemo vernika, a ni nujno, da pri tem spoštujemo vsebino vernega prepričanja.
7. Moramo imeti možnost zaščititi zasebnost in nasprotovati omadeževanju našega ugleda, a ne smemo ovirati temeljitega pregleda v javnem interesu.
8. Moramo imeti moč izzvati meje postavljene zaradi nacionalne varnosti glede pravice do svobodne pridobitve informacij.
9. Ščitimo internet in druge sisteme komunikacije proti nelegitimnim posegom države ali zasebnikov.
10. Mi se odločimo, mi smo odgovorni zase in prevzamemo vso odgovornost za svoje odločitve.